# Eupithecia spadiceata
Eupithecia spadiceata är en fjärilsart som beskrevs av Hans Zerny 1933. Eupithecia spadiceata ingår i släktet Eupithecia och familjen mätare. Inga underarter finns listade i Catalogue of Life.